# Вилађо дељи Уливи-Сан Ђовани (Рагуза)
Вилађо дељи Уливи-Сан Ђовани је насеље у Италији у округу Рагуза, региону Сицилија.
Према процени из 2011. у насељу је живело 108 становника. Насеље се налази на надморској висини од 140 м.